# 亚历山大·乔尔杰维奇
亚历山大·“萨沙”·乔尔杰维奇（塞尔维亚语：／，1967年8月26日—），塞尔维亚职业篮球运动员和教练。他曾代表南斯拉夫在1996年亚特兰大奥运男子篮球赛中获得银牌。退役后，他开始担任教练。2013年起，他成为塞尔维亚男子篮球队主教练。2022年11月出任中國男籃主教練。2024年6月卸任。